# Keoma
Pour plus de détails, voir Fiche technique et Distribution.
Keoma est un western italien réalisé par Enzo G. Castellari, sorti en 1976.

## Synopsis
Shannon, un pistolero connu pour être le plus rapide, a recueilli un enfant indien, Keoma, dont la famille a été décimée. Les 3 fils Shannon ont très mal accepté le nouveau venu. Lors de la guerre de Sécession, Keoma a été le seul à partir combattre avec l'armée Yankee. À son retour, Keoma découvre le village de son enfance ravagé par la peste et sous la domination d'une milice à la solde d'un riche propriétaire qui a recruté les trois fils de son père adoptif. Keoma devra faire justice...

## Fiche technique
- Titre original : Keoma
- Réalisation : Enzo G. Castellari
- Scénario : Enzo G. Castellari, Nico Ducci, George Eastman et Mino Roli d'après une histoire de George Eastman
- Directeur de la photographie : Alace Paroli
- Montage :  Gianfranco Amicucci
- Musique : Guido et Maurizio de Angelis
- Directeur artistique : Carlo Simi
- Costumes : Massimo Lentini et Carlo Simi
- Production : Manolo Bolognini
- Pays :  Italie
- Genre : Western spaghetti
- Durée : 101 minutes, 105 minutes (version intégrale)
- Date de sortie :
  -  Italie : 25 novembre 1976
  -  France : 20 juillet 1977

## Distribution
- Franco Nero (VF : Jacques Thébault) : Keoma
- Woody Strode (VF : Michel Gatineau) : George
- William Berger (VF : Jean Berger) : William Shannon
- Joshua Sinclair (VF : Daniel Gall) : Sam Shannon
- Olga Karlatos (VF : Michèle Montel) : Lisa
- Donald O'Brien (VF : Jean-François Laley) : Caldwell
- Gabriella Giacobbe (VF : Paule Emanuele) : La sorcière
- Orso Maria Guerrini (VF : Francis Lax) : Butch Shannon
- Antonio Marsina (VF : Bernard Murat) : Lenny Shannon
- Leonardo Scavino (VF : Georges Atlas) : le docteur
- Victoria Zinny (VF : Perrette Pradier) : la patronne du bordel
- Alfio Caltabiano (VF : Jean-Louis Maury) : Wolf

## Suite
- En 1994 une suite voit le jour appelé Jonathan degli orsi, ou Keoma 2 lors de sa sortie vhs dans certains pays. Mais cette suite n'a aucun lien avec le premier et ne connaîtra pas le succès du premier film.